# Воробьишко
«Воробьишко» — советский короткометражный мультфильм, который создал режиссёр Алексей Караев по мотивам одноимённого рассказа (1912) Максима Горького на «Свердловской киностудии» в 1984 году.

## Сюжет
Из яйца вылупляется маленький воробушек. Он очень любопытен и начинает познавать мир. Из-за этого он вываливается из своего гнезда, после чего встречается со злой кошкой.

## Съёмочная группа
Мультфильм снят по заказу Государственного комитета СССР по телевидению и радиовещанию на плёнке Казанского п/о «Тасма».
| режиссёр                  | Алексей Караев                                     |
| сценарист                 | Ирина Александрова                                 |
| художник-постановщик      | В. Курочкина                                       |
| художники                 | Александр Петров, Н. Минненбаева, Наталия Портнова |
| художники-мультипликаторы | Алексей Караев, Владимир Петкевич                  |
| оператор                  | Николай Грибков                                    |
| композитор                | Анатолий Нименский                                 |
| звукооператор             | Л. Ерыкалова                                       |
| редактор                  | И. Богуславский                                    |
| читает текст              | Всеволод Ларионов                                  |
| монтажёр                  | Р. Шамрай                                          |
| директор                  | Л. Слепнева                                        |

создатели проверены по титрам мультфильма

## Издание на видео
В 1997 году мультфильм выходил в сборнике «Два жулика и...» — ассоциацией «Видео Союз» и компанией «Динара».
В России в 2000-е годы выпускался на DVD в сборнике мультфильмов Свердловской киностудии «Дедушка Мазай и зайцы» под дистрибуцией компании «Крупный План» со звуком Hi-Fi Stereo и в системе PAL. Полная реставрация изображения и звука использована не была. Мультфильмы на диске: «Дедушка Мазай и зайцы» (1980), «Дедушкина дудочка» (1985), «Добро пожаловать!» (1986), «Прыжок» (1980), «Кутх и мыши» (1985), «Бескрылый гусёнок» (1987), «Сказка про храброго зайца» (1978), «Воробьишко» (1984), «Сказочка про козявочку» (1985).

## О мультфильме
В «Воробьишке», где лицедействуют плоскостные марионетки, Алексей Караев открыл для себя возможности «светоносного» фона.
— Сергей Анашкин: Новейшая история отечественного кино. 1986—2000. Кино и контекст. Т. II. СПб, «Сеанс», 2001.